# Boeing B-9 Death Angel
Pour les articles homonymes, voir B9.
Le Boeing B-9 Death Angel est un bombardier américain de l'entre-deux-guerres. C'est le premier bombardier monoplan entièrement en métal. Il est dérivé du Model 200.

## Historique
Le Death Angel effectue son premier vol le 29 avril 1931 et est mis en service dans l'USAAC six mois plus tard. Il est retiré du service en 1934. Entre 1931 et 1933, seuls 7 exemplaires sont construits. À ce jour, aucun d'entre eux n'est préservé.

## Versions
Le Death Angel a été produit en 3 versions, différant essentiellement sur leur motorisation.
- YB-9 (Model 214), initialement équipé de Pratt & Whitney R-1830-13 de 575 ch, puis remotorisé avec des R-1830-11 de 600 ch. Un exemplaire de cette version est construit.
- Y1B-9 (Model 215), disposant de Curtiss GIV-1570 de 600 ch, puis de Pratt & Whitney R-1830-11 équipant également la première version. Un seul appareil est construit.
- Y1B-9A (Model 246), motorisé avec des Pratt & Whitney Y1G1SR-1860B (en). 5 exemplaires sont construits.